# Anne-Jeanne Cassanéa de Mondonville

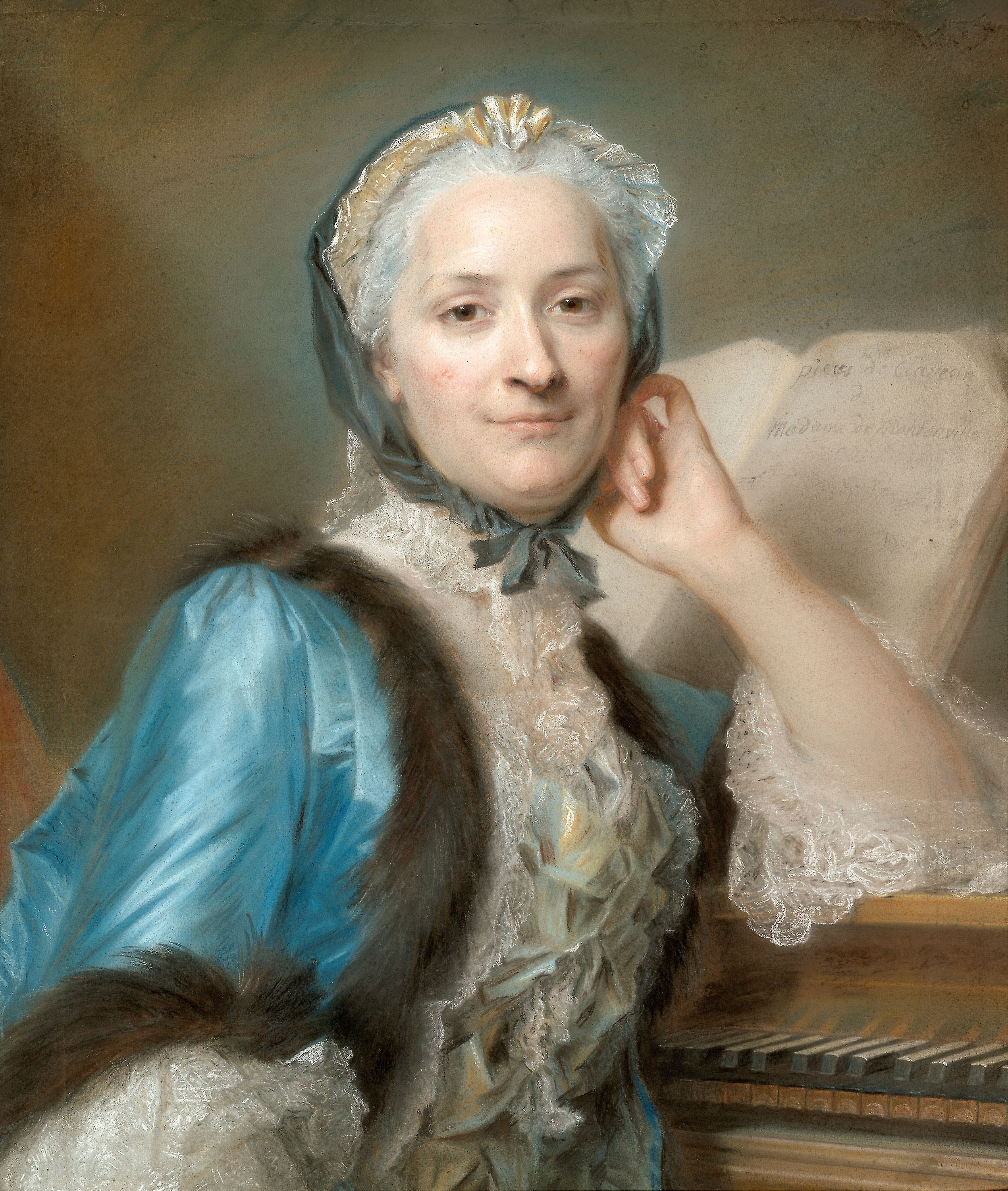
Anne-Jeanne Cassanéa de Mondonville, Porträt von Maurice Quentin de La Tour ca. 1752

Anne-Jeanne Cassanéa de Mondonville (* 1708 in Paris als Anne-Jeanne Boucon; † 4. Februar 1780 ebenda) war eine französische Musikerin, die vor allem durch ihr virtuoses Cembalospiel Berühmtheit erlangte. Heute ist sie vorrangig als Gattin des Komponisten Jean-Joseph Cassanéa de Mondonville bekannt.

## Biographie
Anne-Jeanne Boucon wurde 1708 als zweites von zehn Kindern des Ehepaares Etienne Boucon und Anne Claude Nelson (auch: Nolson) in eine sehr kunstsinnige Familie geboren. Ihre Mutter war eine Schwägerin Jean-Baptiste-Antoine Forquerays. Ihr Vater, ein Agent de Change (eine Art früher Broker mit weitreichenden Kompetenzen), betätigte sich als Mäzen und Kunstsammler. Bei seinem Tod 1735 setzte er seine Tochter Anne-Jeanne als Haupterbin ein.
Auf Betreiben ihres Vaters erhielt Anne-Jeanne Boucon eine gründliche musikalische Ausbildung. Jean-Philippe Rameau unterrichtete sie am Cembalo, wo sie großes Talent zeigte. Besonders hervorgehoben wird ihre Gabe, direkt „vom Blatt“ zu spielen. Boucon gehörte zum Künstlerkreis rund um den Mäzen Antoine Crozat, in dessen Haus ab 1724 zwei Mal wöchentlich Konzerte gegeben wurden, bei welchen sie regelmäßig auftrat. Mehrere Komponisten widmeten der talentierten Musikerin Werke unter dem Titel La Boucon: Jean-Philippe Rameau in seinen Pieces de clavecin en concert 1741, Jacques Duphly im ersten Buch seiner Pieces de clavecin 1744 und Jean-Baptiste Barrière im sechsten Buch seiner Sonates et Pieces pour le Clavecin um 1745.
Am 26. Juli 1747 heiratete Anne-Jeanne Boucon im damals hohen Heiratsalter von 39 Jahren den Komponisten Jean-Joseph Cassanéa de Mondonville. Entgegen den üblichen Gepflogenheiten, und obwohl Boucon wesentlich wohlhabender war als ihr Gatte, wurde keine Gütertrennung vereinbart. Die Ehe verlief sehr harmonisch, Mondonvilles ein Jahr nach der Hochzeit erscheinenden Pièces de clavecin avec voix ou violon sind vermutlich eine Hommage an seine Frau. Zeitgenossen lobten das Paar als kunstsinnige Gesellschafter. Wie schon ihr Vater zuvor unterhielt die nunmehrige Madame Cassanéa de Mondonville in ihrem Elternhaus in der Rue des Vieux-Augustins (2. Arrondissement) einen Salon, der ein Treffpunkt für Künstler verschiedener Gattungen war. Zwischen 1746 und 1752 schuf der Maler Maurice Quentin de Latour Pastellmalereien des Ehepaares Mondonville. Am Notenpult des Cembalos in Anne-Jeannes Porträt befindet sich ein Buch mit der Aufschrift Pièces de clavecin de Mme de Mondonville, diese Sammlung von Kompositionen ist jedoch nicht erhalten. Laut dem Lexikographen Ernst Ludwig Gerber übte sie „die Komposition und Malerey“ aus.
Das Ehepaar Mondonville hatte einen Sohn (Maximilien-Joseph, 1749–1804), der Violinist und Oboist war, jedoch nicht die Bekanntheit seiner Eltern erreichte. Nach dem Tod ihres Gatten 1772 gewährte Ludwig XV. der Witwe eine Pension von 600 Livres. Anne-Jeanne Cassanéa de Mondonville verstarb 1780 in Paris.